# Nao Tōyama
Nao Tōyama (東山 奈央, Tōyama Nao, Tóquio, 11 de março de 1992) é uma dubladora e cantora japonesa, afiliada da agência INTENTION.

## Trabalhos

### Anime
2010
- The World God Only Knows (Kanon Nakagawa)
- Star Driver: Kagayaki no Takuto (Tiger Sugatame)

2011
- Ao no Exorcist (Ni-chan, Caliburn)
- Astarotte no Omocha! (Isold)
- Horizon on the Middle of Nowhere (Margot Knight)
- Ikoku Meiro no Croisée (Yune)

2012
- Eureka Seven: AO (Noah, Demo Woman (ep4), Maeve McCaffrey, Miyu Arata)
- Saki: Achiga-hen (Ako Atarashi)
- Horizon in the Middle of Nowhere II (Margot Knight)
- Senki Zesshō Symphogear (Shiori Terashima)
- Sakura-sō no Pet na Kanojo (Momoko, Girl A (ep1))

2013
- Ore no Kanojo to Osananajimi ga Shuraba Sugiru (Mana Natsukawa)
- Kiniro Mosaic (Karen Kujo)
- Love Live! (Yukiho Kōsaka)
- Hataraku Mao-sama! (Chiho Sasaki)
- Maoyu (Little Sister Maid)
- Tamayura: More Aggressive (Tomo)
- Yahari Ore no Seishun Love Come wa Machigatteiru (Yui Yuigahama)
- The Unlimited - Hyōbu Kyōsuke (Yūgiri)
- The World God Only Knows: Goddesses (Kanon Nakagawa, Apollo)
- Arpeggio of Blue Steel ~Ars Nova~ (Shizuka Hazumi)

2014
- Inugami-san to Nekoyama-san (Suzu Nekoyama)[2]
- Magical Warfare (Mui Aiba)
- Nisekoi (Chitoge Kirisaki)[3]
- Nobunaga the Fool (Himiko)
- Robot Girls Z (Doublas M2)
- Tsubu Doll (Midori Aihara)
- Love Live! (Yukiho Kousaka)
- Glasslip (Hina Fukami)
- Sabagebu! (Kayo Gotokuji)
- Trinity Seven (Liselotte Sharlock)

2015
- The Idolmaster Cinderella Girls (Mizuki Kawashima)
- Nisekoi: (Chitoge Kirisaki)
- Kantai Collection (Classe Kongō, Takao, Atago)
- Kūsen Madōshi Kōhosei no Kyōkan (Lecty Eisenach)
- Miritari! (Lieutenant Lutgalnikov)[4]
- Yahari Ore no Seishun Love Come wa Machigatteiru. Zoku (Yui Yuigahama)[5]
- Hello!! Kin-iro Mosaic (Karen Kujō)
- Go! Princess PreCure (Puff/Pafu)
- Gate: Jieitai Kanochi nite, Kaku Tatakaeri (Lelei la Lelena)

2016
- Gakusen Toshi Asterisk 2 (Claudia Enfield)
- Macross Delta (Reina Prowler)
- Kono Bijutsubu ni wa Mondai ga Aru!(Maria Imari)
- Shūmatsu no Izetta (Lotte)
- Mahō Shōjo Ikusei Keikaku (Snow White)
- Long Riders! (Kurata Ami)

2017
- Ao no Exorcist: Kyoto Fujōō Hen (Nee)
- Tsuki ga Kirei (Ryōko Sonoda)

2018
- Otona No Bouguya-san (Lilietta)

### OVA
- The World God Only Knows: Four People and an Idol (Kanon Nakagawa)
- The World God Only Knows: Magical Star Kanon 100% (Kanon Nakagawa)

### Filmes
- Fullmetal Alchemist: The Sacred Star of Milos (Karina)

### Jogos
- Fairy Fencer F (Harler)
- Kantai Collection (Kongō, Hiei, Haruna, Kirishima, Takao, Atago, Maya, Chōkai, Ayanami, Shikinami)
- The Idolmaster Cinderella Girls (Mizuki Kawashima)
- Yahari Game demo Ore no Seishun Rabu Kome wa Machigatteiru. (Yui Yuigahama)